# 최소 초대칭 표준 모형
최소 초대칭 표준 모형(最小超對稱標準模型, 영어: Minimal Supersymmetric Standard Model, 약자 MSSM)은 표준 모형에 초대칭과 R반전성을 최소한으로 가미하여 얻은, 기본입자를 다루는 이론이다. 아직 실험적으로 검증되지 않았고, 대형 강입자 충돌기에서 검증을 위한 실험들이 진행 중이다.

## 역사 및 도입 목적
MSSM은 1981년에 그리스의 사바스 디모풀로스(Σάββας Δημόπουλος)와 미국의 하워드 조자이가 계층 문제를 풀기 위하여 도입하였다. 또한 MSSM은 (다른 초대칭 이론과 같이) 게이지 결합상수의 대통일을 가능하게 하고, 또 자연스러운 암흑 물질 후보(LSP)를 제공한다.

## 이론적 구성
MSSM은 하나의 초대칭 (N=1)만을 포함한다. 더 많은 초대칭을 포함하는, 이른바 확장 (extended) 초대칭 이론은 낮은 에너지 눈금에서는 (즉, 전약력 계층 문제를 해결하기 위하여서는) 현상론적으로 불가능하다.
MSSM은 표준 모형을 보수적으로 확장한 것이다. 따라서 표준 모형의 각 장을 초장으로 확장한다. 즉 페르미온과 힉스 보손은 손지기 초장 (chiral superfield, XSF)으로, 게이지 보존은 벡터 초장(vector superfield, VSF)으로 확장한다. (표준 모형의 보존과 페르미온은 같은 초다중항으로 넣을 수 없다.)
초대칭을 보존하려면 같은 힉스 이중항이 위 꼴의 쿼크와 아래 꼴의 쿼크에 동시에 결합할 수 없다. 따라서 두 개의 힉스 이중항 {\displaystyle H_{u}}와 {\displaystyle H_{d}}를 도입한다.

### R반전성
MSSM에서, 모든 재규격화 가능한 항을 포함하면, 상수를 미세동조(微細同調, fine-tuning)하지 않고서는 양성자가 지나치게 빨리 붕괴하게 된다. 이러한 문제를 피하기 위하여, MSSM에서는 R 반전성이라는 Z2 대칭을 도입한다. 이는 대개 모든 표준 모형의 입자 (힉스 포함)을 +1, 초대칭 입자를 −1로 주어, 라그랑지안의 모든 항이 R반전성 +1을 가지도록 하는 것이다. R 반전성을 도입하면, 가장 가벼운 초대칭 입자(영어: lightest superpartner, LSP)는 안정하다. 이는 암흑 물질의 유력한 후보다.
R 반전성 말고도, 양성자 붕괴를 막는 여러가지의 이산대칭이 있다. 이들 모형에서는 대개 LSP도 붕괴하므로 암흑 물질 후보를 제공하지 않는다.
| 장 (1세대)             | 기호                         | 종류 | SU(3) 표현 | SU(2)L 표현 | U(1)Y 표현 |
| ---------------------- | ---------------------------- | ---- | ---------- | ----------- | ---------- |
| 왼손 쿼크              | {\displaystyle Q}            | 왼손 | 3          | 2           | ⅓          |
| 왼손 위 반쿼크         | {\displaystyle {\bar {U}}}   | 왼손 | 3          | 1           | −1⅓        |
| 왼손 아래 반쿼크       | {\displaystyle {\bar {D}}}   | 왼손 | 3          | 1           | ⅔          |
| 왼손 렙톤              | {\displaystyle L}            | 왼손 | 1          | 2           | −1         |
| 왼손 양전자            | {\displaystyle {\bar {E}}}   | 왼손 | 1          | 1           | 2          |
| 약한 초전하 게이지     | {\displaystyle B}            | 벡터 | 1          | 1           | 0          |
| 약한 아이소스핀 게이지 | {\displaystyle W}            | 벡터 | 1          | 3           | 0          |
| 글루온                 | {\displaystyle G}            | 벡터 | 8          | 1           | 0          |
| 위 힉스                | {\displaystyle H_{\text{u}}} | 왼손 | 1          | 2           | 1          |
| 아래 힉스              | {\displaystyle H_{\text{d}}} | 왼손 | 1          | 2           | −1         |

## 현상론
MSSM은 두 개의 힉스 이중항을 포함하므로, 표준 모형의 1개의 힉스와 달리, 총 5종의 힉스 보존을 포함한다. 이 중 둘 (h, H⁰)은 중성 스칼라, 둘(H⁺, H⁻)은 대전 스칼라, 하나(A)는 중성 유사스칼라다.
이 밖에도, 표준 모형의 각 입자에 대하여 초짝입자가 존재한다. 이들의 명명법은 페르미온의 경우 접두사 "스-" ("스칼라"의 줄임)를 붙이고, 보존의 경우 "-온"을 "-이노"로 바꾼다. (이는 중성미자의 영명인 "뉴트리노"와는 관계없다.) 예를 들어 쿼크의 초짝입자는 스쿼크, 힉스의 초짝입자는 힉시노, 게이지 보존의 초짝입자는 게이지노 등이다.
정리하여, MSSM의 입자 목록은 다음과 같다.
- 표준 모형의 입자
  - 페르미온
    - 쿼크 6종 3색 (디랙)
    - 대전 렙톤 3종 (디랙)
    - 중성미자 3종 (바일)

  - 게이지 보존
    - 글루온 8색 (무질량 벡터)
    - W보존 (유질량 복소 벡터)
    - Z보존 (유질량 벡터)
    - 광자 (무질량 벡터)

  - 힉스 보존
    - h (스칼라)
    - H0 (스칼라)
    - H± (복소 스칼라)
    - A (유사스칼라)
- 초대칭 입자
  - 스페르미온
    - 스쿼크 12종 3색 (복소 스칼라)
    - 대전 슬렙톤 6종 (복소 스칼라)
    - 스뉴트리노 3종 (복소 스칼라)

  - 보지노
    - 글루이노 8색 (마요라나)
    - 뉴트랄리노 4종 (마요라나)
    - 차지노 2종 (디랙)

즉 같은 질량을 가진 입자를 하나로 치면, 표준 모형 입자 이외에 32개의 미발견된 서로 다른 입자(12종 스쿼크, 9종 슬렙톤, 7종 보지노, 4종 힉스)가 존재한다.

### 스페르미온
각 손지기 페르미온은 하나의 보존 (스페르미온)에 대응한다. 표준 모형의 쿼크와 렙톤은 디랙 입자로 두 손지기 페르미온을 합친 것이므로, 두개의 (대전된) 스칼라에 대응된다. 따라서 (질량 고유기저로 세면) 총 12종의 스쿼크와 9종의 슬렙톤이 존재한다. (중성미자는 모두 왼손잡이기 때문에 스뉴트리노는 3종밖에 없다.) 일반적으로, 같은 전하를 가진 스쿼크와 슬렙톤 (즉 위 꼴의 쿼크, 아래 꼴의 쿼크, 대전 렙톤, 중성미자)는 질량 고유기저를 취하면 섞이게 된다. 실제로, 섞임은 3세대를 제외하고는 측정하기 힘들 정도로 미미하다.

### 게이지노 및 힉시노
전약력의 4종의 게이지 보존 (B, W⁰, W⁺, W⁻)에 대하여 하나의 마요라나 페르미온이 대응한다. 이를 게이지노라고 부른다. 또한 힉스 (H⁰u, H⁺u, H⁰d, H⁻d)에 대하여 각각 힉시노가 대응한다. 이들은 섞여 중성인 것들은 4종의 뉴트랄리노 (Ñ₁, Ñ₂, Ñ₃, Ñ₄), 대전된 것들은 4종의 차지노 (χ̃₁⁺, χ̃₁⁻, χ̃₂⁺, χ̃₂⁻)를 만든다. 이 말고도 8종의 글루이노가 있다. (이들은 색을 지녀 섞이지 않는다.)

## 초대칭 파괴
초대칭은 낮은 에너지 눈금에서 관측되지 않으므로, 초대층은 자발대칭파괴를 겪어야만 한다. 여기에는 D항 파괴와 F항 파괴 등 여러 방법이 있으나, 이는 MSSM의 초장으로는 불가능하다. 따라서 이를 아직 알려지지 않은 새 입자로 인한 것이라고 가정하고, 그 현상론적인 효과를 직접 집어넣는다. 이 때 초대칭으로 인한 계층 문제의 해법을 보존하기 위하여, 특정한 항만을 삽입한다. 이러한 과정을 부드러운 (soft) 초대칭 파괴라고 부른다. 초대칭이 깨지면서 골드스톤 입자가 발생한다. 초대칭은 페르미온적 대칭이므로, 골드스톤 입자는 페르미온이다. 이를 골드스티노라고 부른다. 초중력 모형에서는 골드스티노가 그래비티노 (중력자의 초짝입자)를 삼켜 질량을 얻는다.

## 결함
MSSM은 표준 모형의 여러 결함을 해결하려고 도입되었지만, 그래도 여러 결함을 가진다.
- 뮤 문제: MSSM은 계층 문제를 거의 대부분 해결하지만, 그래도 약간의 자연스러움 문제가 남는다. 이를 뮤 문제(mu problem)이라고 한다. 이 문제는 추가로 힉스를 도입하여 해결할 수 있는데, 이를 차등 최소 초대칭 표준 모형 (次等最小超對稱標準模型, Next-to-Minimal Supersymmetric Standard Model, 약자 NMSSM)이라고 부른다.
- CP 위반: MSSM은 추가로 CP 위반 항을 허용하지만, 이러한 효과는 아직 발견되지 않았다.

## 참고 문헌
- S. Dimopoulos, H. Georgi (1981). Nucl. Phys. B 193: 150. doi:10.1016/0550-3213(81)90522-8